# Sherlock Holmes: Un joc d'ombres
Sherlock Holmes: Un joc d'ombres (títol original en anglès: Sherlock Holmes: A Game of Shadows) és una pel·lícula de llargmetratge britànico-estatunidenca de 2011, dirigida per Guy Ritchie i protagonitzada per Robert Downey Jr. i Jude Law. Basada en el personatge homònim creat per Arthur Conan Doyle, la pel·lícula és la seqüela de Sherlock Holmes (2009) i està produïda per Joel Silver, Lionel Wigram, Susan Downey i Dan Lin. La pel·lícula es va doblar i subtitular al català.
La trama està basada principalment en el conte "El problema final", el qual apareix en el llibre Les memòries de Sherlock Holmes, però també inclou aspectes i personatges d'altres contes, com és el cas de Sebastian Moran de "La casa deshabitada". Sherlock Holmes (Robert Downey Jr.) i el doctor Watson (Jude Law) van a conèixer al seu pitjor enemic: El professor James Moriarty (Jared Harris), algú tan llest com Holmes, qui té com a objectiu una sèrie d'atemptats per desencadenar una guerra mundial i poder tenir el gran negoci de la venda d'armes. Tots dos amics viatjaran per Londres, París i Suïssa per tal de trobar-lo i detenir-lo.

## Argument
L'any 1891, Irene Adler (Rachel McAdams) ofereix un dolç al doctor Hoffmanstahl com a pagament per una carta que havia de lliurar. En el seu interior hi ha una bomba d'heli oculta però Sherlock Holmes (Robert Downey Jr.) intervé perquè no creï problemes. Holmes pren la carta i introdueix la bomba en el sarcòfag que acaba sent subhastat. Poc després es descobreix que Hoffmanstahl ha mort assassinat. Adler es reuneix amb el professor Moriarty (Jared Harris) per explicar els esdeveniments, però Moriarty l'enverina, aparentment matant-la, considerant la seva posició compromesa pel seu amor a Holmes.
Algun temps després, el doctor Watson (Jude Law) arriba al 221B Baker Street, on Holmes revela que està investigant una sèrie d'assassinats aparentment sense relació, els atacs terroristes i l'adquisició d'empreses, que estan interconnectats amb Moriarty. Holmes es troba amb la gitana endevina Simza (Noomi Rapace), la destinatària de la carta que havia pres d'Adler, enviada pel seu germà René. Holmes derrota a un assassí que busca matar a Simza, però ella fuig abans que Holmes pugui interrogar-la. Després de les noces del Dr. Watson i Mary Morstan (Kelly Reilly), Holmes es reuneix amb Moriarty, per primera vegada. Moriarty informa a Holmes que va assassinar Adler i matarà a Watson i Mary si la interferència de Holmes continua.
Els homes de Moriarty ataquen a Watson i Mary en un tren que els porta a la seva lluna de mel. Holmes, en haver seguit la parella per protegir-la, llança a Mary del tren a un riu on és recollida per Mycroft Holmes (Stephen Fry), el germà de Sherlock. Després de derrotar els homes de Moriarty, Holmes i Watson viatgen a París per a localitzar a Simza. Quan la troben, Holmes li diu que René està treballant per Moriarty, i ell va poder haver-li dit sobre els seus plans. Simza porta a la parella a la seu d'un grup anarquista al que ella i René havien pertangut. S'assabenten que els anarquistes s'han vist obligats a posar bombes per Moriarty.
El trio segueix la deducció de Holmes que la bomba es troba a l'Òpera de París. No obstant això, aquest s'adona més tard que ha estat enganyat i que la bomba està en un hotel proper. L'explosió mata a diversos homes de negocis. Holmes descobreix que aquesta era una coberta per a l'assassinat de Meinhart -un dels assistents- per l'ajudant de Moriarty, Sebastian Moran (Paul Anderson). La mort li concedeix a Moriarty la propietat de la fàbrica d'armes Meinhart a Alemanya. Holmes, Watson i Simza viatgen allà, seguint les pistes de les cartes de René.
A la fàbrica, Moriarty captura i tortura a Holmes, mentre que Watson es troba sota el foc del franctirador Moran. Moriarty revela que ell és accionista de diverses empreses aprofitant la guerra, i té la intenció d'instigar una guerra mundial per fer-se una fortuna. Mentrestant, Watson utilitza un canó gegant que estava amagat, destruint el far en el qual Moran s'oculta. L'estructura s'esfondra en el magatzem on Moriarty manté captiu a Holmes. Watson, Simza i un lesionat Holmes es reuneixen i escapen a bord d'un tren en moviment. Holmes dedueix que l'objectiu de Moriarty serà un cimera de la pau a Suïssa, creant un incident internacional.
A la cimera, Holmes revela que René és l'assassí i que ell està disfressat com un dels ambaixadors, gràcies a una radical cirurgia reconstructiva feta pel doctor Hoffmanstahl, per alterar la seva aparença. Holmes i Moriarty, qui també està present, s'aïllen per discutir els seus plans competitius. Watson i Simza troben a René i paren el seu intent d'assassinat, però René és discretament assassinat pel mateix Moran. A l'exterior, Holmes revela que prèviament va agafar el diari personal de Moriarty, que contenia tots els seus plans i el finançament, amb un duplicat. L'original va ser enviat a Mary Watsona, a Londres, per desxifrar el codi a través d'un llibre que Holmes havia notat a l'oficina de Moriarty durant la seva primera reunió. Mary passa la informació a l'inspector Lestrade (Eddie Marsan) sobre la major part dels actius de Moriarty, financerament aclaparador per a ell. Holmes i Moriarty anticipen una confrontació física imminent, i tots dos s'adonen que Moriarty guanyaria a causa de la lesió a l'espatlla de Holmes. Ell, de totes maneres, ho assumeix i atrapa a Moriarty, i amb la seva força els dos cauen de la balconada, conseqüentment, cap a les Cascades de Reichenbach.
Els seus cossos no es troben. Després del funeral de Holmes, Watson i Mary es preparen per tenir la seva lluna de mel tardana, quan Watson, qui ara està escrivint les últimes línies de "El problema final", rep un paquet que conté un dispositiu subministrador d'oxigen de Mycroft, el que s'havia donat abans de la cimera. Considerant que Holmes encara pot estar viu, Watson deixa d'escriure per buscar al missatger. Holmes, que s'oculta a l'oficina de Watson, llegeix l'elogi escrit per ell i afegeix un signe d'interrogació després de les paraules "The End?" (en català: "Final?").

## Repartiment
- Robert Downey Jr. com a Sherlock Holmes[2]
- Jude Law com a Dr. John Watson[2]
- Jared Harris com al professor James Moriarty[3][4]
- Noomi Rapace com a Madame Simza Heron[5]
- Stephen Fry com a Mycroft Holmes[3][6]
- Kelly Reilly com a Mary Watson (de naixement, Mary Morstan)[2]
- Rachel McAdams com a Irene Adler[7]
- Eddie Marsan com a inspector Lestrade[8]
- Paul Anderson com a Sebastian Moran[9]
- Geraldine James com a Mrs. Hudson[3]
- Thierry Neuvic com a Claude Ravache
- Fatima Adoum[10] com a manuix
- Wolf Kahler com a Dr. Hoffmanstahl
- Affif Ben Badra com a Tamas Morato